# ان‌جی‌سی ۴۹۴۵
ان‌جی‌سی ۴۹۴۵(به انگلیسی: NGC 4945) یک کهکشان مارپیچی میله‌ای در صورت فلکی قنطورس است. این کهکشان به کهکشان راه شیری شباهت دارد، اما گمان می‌رود سیاه‌چاله‌ای بسیار بزرگ‌تر در مرکز آن باشد. و توسط جیمز دانلوپ و در سال ۱۸۲۶ کشف شد.